# Metaplasmus (Rhetorik)
Metaplasmus (altgriechisch μεταπλασμός ‚Umformung‘) ist ein Überbegriff für eine Gruppe von rhetorischen Figuren, bei denen einzelne Wörter gegen die Regeln der Morphologie oder der Phonologie verändert werden aus Gründen des poetischen Klangs, der Einhaltung des Metrums, des Heraushebens, der intendierten Komik oder Überraschung.
Für die erwähnten intendierten Normabweichungen hat der Dichter oder Künstler eine Lizenz; die nichtlizenzierte Abweichung dagegen gilt in der antiken Rhetorik als „Barbarismus“.
Grundsätzlich unterscheiden kann man Metaplasmen
- des Weglassens: Elision, Aphärese, Synkope, Apokope, Systole, Synaloiphe, Synärese,
- des Hinzufügens: Prothese, Epenthese, Paragoge, Diastole,
- des Austauschs: Metathese,
- des Ersetzens von Buchstaben: Antistoekon.

Metaplasmen kommen seltener auch als bewusste Neologismen vor. Ein Beispiel hierfür ist der von Jacques Derrida eingeführte Begriff der Différance (lautgleich mit dem französischen Wort différence ‚Differenz‘).
Werden Wörter in idiomatisch falschem Zusammenhang oder syntaktisch falsch verwendet, so spricht man von Solözismus (gr. σολοικισμός). Der Metaplasmus ist also eine Ein-Wort-Figur, der Solözismus beruht auf einer falschen Zusammenstellung mehrerer Wörter. Der lizenzierte Verstoß gegen Idiomatik oder Syntax wurde in der klassischen Rhetorik griechisch σχῆμα schēma, lateinisch schēma oder figūra, genannt.

## Beispiel
- „Dem Ingenieur ist nichts zu schwör.“ (statt: schwer; von Erika Fuchs als Wahlspruch Daniel Düsentriebs populär gemachte Abwandlung des Ingenieurlieds)